# Квара
Квара (англ. Kwara, йоруба Kwárà) — один из 36 штатов Нигерии. Административный центр штата — город Илорин, находится 306 км к северо-востоку от Лагоса и 500 км к юго-западу от Абуджи.

## История
Штат Квара был создан 27 мая 1967 года, когда Федеральное Военное Правительство генерала Я.Говона изменило деление государства на 4 региона, составлявших тогда Федерацию Нигерии, на 12 штатов. При их создании, штат был создан из бывших провинций Илорин и Kaбба Северного Региона и первоначально назывался Западно-Центральным штатом, но позже был переименован в «Kwara» — местное название реки Нигер.
Штат Квара с 1976 значительно уменьшился в размере в результате дальнейших изменений государственного устройства Нигерии. 13 февраля 1976, часть штата Идах/Декина была выделена и слита с частью тогдашнего штата Бенуэ/Плато, чтобы формировать штат Бенуэ.
27 августа 1991, пять областей местного управления, а именно Ойи, Ягба, Окене, Окехи и Коги были также выделены, чтобы формировать часть нового штата Коги, а шестая область — Боргу, была слита со штатом Нигер.

## Административное деление
Административно штат делится на 16 ТМУ:
- Asa
- Baruten
- Edu
- Ekiti
- Ifelodun
- Ilorin East
- Ilorin South
- Ilorin West
- Irepodun
- Isin
- Kaiama
- Moro
- Оффа
- Oke Ero
- Oyun
- Pategi